# Marienstraße (Dresden)
Die Marienstraße ist eine Straße im Dresdner Stadtbezirk Altstadt. An der Marienstraße befanden sich bedeutende Gebäude wie das ehemalige Reichspostamt von 1875, das Teubnerische Druckgebäude von 1833 und die im Jahre 1875 gegründete Kunstgewerbeschule. Der sächsische Maler Bernhard Kretzschmar hielt die Situation in mehreren seiner Gemälde fest: Marienstraße im Winter, Die Marienstraße im Tauwetter und Marienstraße in Dresden. In der DDR-Zeit wurde die Straße nach dem Politiker Otto Nuschke umbenannt.

## Beschreibung
Die Marienstraße nimmt ihren Ausgangspunkt am Postplatz und mündet in die Waisenhausstraße. Dabei tangiert die Straße den Antonsplatz und kreuzt die Annenstraße sowie die Liliengasse. Die Marienstraße war zusammen mit der Wallstraße Teil des alten Stadtrings und befand sich an der westlichen Grenze der mittelalterlichen Stadtbefestigung. Die Straße bildet innerhalb des Stadtbezirkes die Grenze zwischen der inneren Altstadt und der Wilsdruffer Vorstadt/Seevorstadt-West.
Im Rahmen des großflächigen Umbaus des Postplatzes ab 2005 erfuhr auch die Marienstraße eine Umgestaltung. Das Architekturbüro Professor Joachim Schürmann und Partner, Köln, gestaltete die Straße als Fußgängerzone mit Grünanlagen, Bäumen und einem Wasserkanal. So soll sie Bestandteil eines Grüngürtels um die Altstadt werden und formal an die alte Festungsanlage erinnern. Zudem wurde die durch die Marienstraße führende Straßenbahntrasse verlegt. Die Straßenbahnlinien 2, 4, 7, 8, 9, 11 und 12 sowie die Buslinien 68 und 82 verkehren seitdem auf der parallel verlaufenden Wallstraße.

## Bebauung

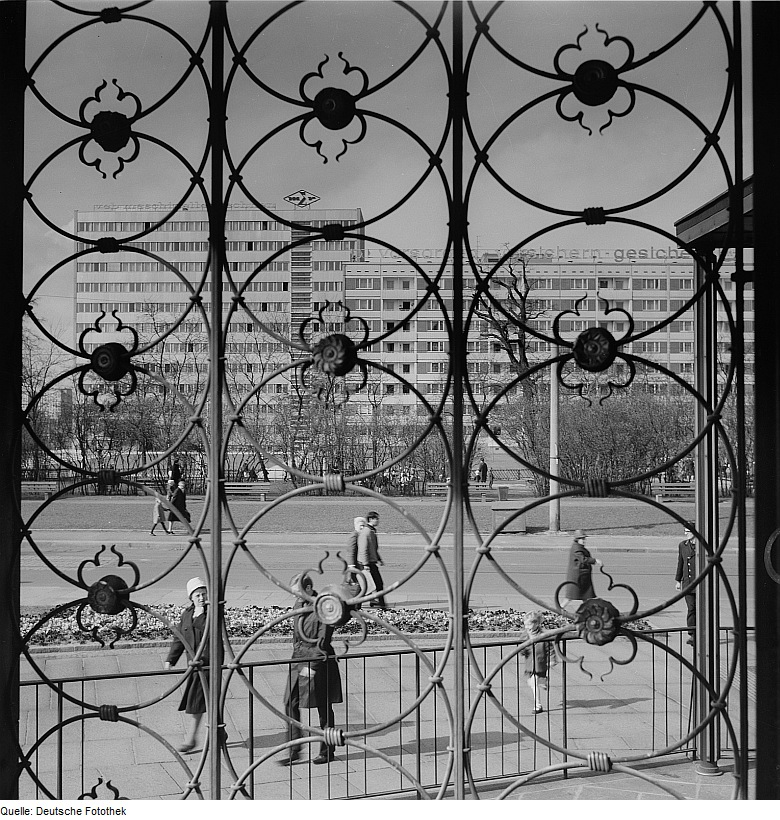
Bebauung an der Marienstraße (früher: Dr.-Otto-Nuschke-Straße)

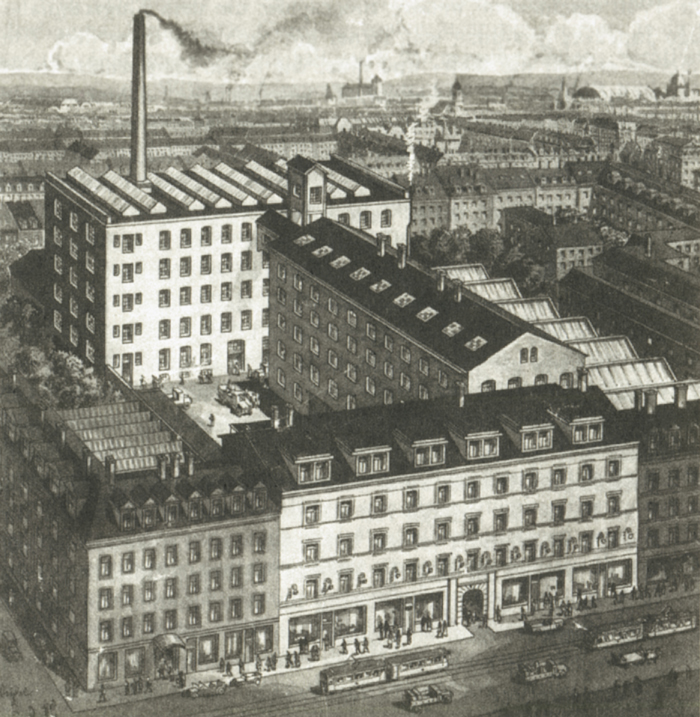
Druckerei Wilhelm Limpert (1930) an der Marienstraße 16.

- Nr. 2 (Reichspostamt): Hier befinden sich die baulichen Überreste des früheren Reichspostamtes von 1875.[3]
- Nr. 16 Limpert Verlag

- Nr. 20 (Datenverarbeitungszentrum Dresden): Hier befindet sich das ehemalige Gebäude des Datenverarbeitungszentrums Dresden. Der Gebäudekomplex wurde von 1965 bis 1966 unter der städtebaulichen Leitung des Architekten Hans Konrad nach Entwürfen der Architekten Gerhard Müller und Hans-Georg Bedrich als elfgeschossiges Verwaltungsgebäude errichtet. Es bildet zusammen mit der achtgeschossigen Wohnbebauung der Marienstraße die äußere westliche Ringbebauung der Dresdner Altstadt. Das Gebäude wurde in einer 2-Megapond-Montagebauweise mit einer vorgehängten Aluminiumfassade gebaut. Die Fassade ist horizontal gegliedert; die Gebäudegiebel wurden mit vertikalem Fensterband verkleidet.[4] In dem Gebäude fanden 345 Arbeitnehmer Platz.

- Nr. 22 (Teubnerische Druckerei): Hier befand sich die im Jahr 1833 gegründete Teubnersche Druckerei in Dresden, die jedoch bald durch einen Neubau ersetzt wurde. Sie gab das Dresdner Journal (später als Sächsische Staatszeitung bekannt) und die Landtags-Mitteilungen heraus. Für die „Geschichte der Buchdruckerkunst“ wurde Teubner vom sächsischen König, von Friedrich Wilhelm IV. und vom englischen Königspaar ausgezeichnet.[5]

- Nr. 24 (Palais Marienstraße 24): Gottfried Semper erbaute hier 1841 das Stadtpalais Marienstr. 24, auch bekannt als das Houpsche Haus.